# Krikoanoecia circula
Krikoanoecia circula är en insektsart. Krikoanoecia circula ingår i släktet Krikoanoecia och familjen långrörsbladlöss. Inga underarter finns listade i Catalogue of Life.